# Darko Kremenović
Darko Kremenović, slovenski nogometaš, * 5. junij 1981. 
Kremenović je profesionalni nogometaš, ki igra na položaju napadalca. Od leta 2022 je član slovenskega kluba Izola. Pred tem je igral za slovenske klube Gorica, Goriška Brda, Koper, Livar, Bonifika, Zagorje, Mura 05 in Primorje, kitajski Henan Džianje, avstrijske FC Kärnten, TSV Neumarkt in SV Dellach/Gail, kazahstanski Žetisu, italijanski ASD Lumignacco in švicarski FC Villeneuve Sports. Skupno je v prvi slovenski ligi odigral 158 tekem in dosegel 35 golov. V sezoni 2009/10 je bil prvi strelec druge slovenske lige. Leta 2000 je odigral dve tekmi za slovensko reprezentanco do 20 let. 